# Medicine Lake (Minnesota)
Medicine Lake é uma cidade localizada no estado americano do Minnesota, no Condado de Hennepin.

## Demografia
Segundo o censo americano de 2000, a sua população era de 368 habitantes.
Em 2006, foi estimada uma população de 357, um decréscimo de 11 (-3.0%).

## Geografia
De acordo com o United States Census Bureau tem uma área de 0,8 km², dos quais 0,4 km² cobertos por terra e 0,4 km² cobertos por água.

## Localidades na vizinhança
O diagrama seguinte representa as localidades num raio de 8 km ao redor de Medicine Lake.